# زنبق شفاف
زنبق شفاف (نام علمی: Iris pseudocaucasica) یکی از گونه‌های سردهٔ زنبق است. ارتفاع گیاه ۱۰ سانتیمتر است. دارای رنگ گل‌های متغیر بسیار گمراه‌کننده‌است. گل‌های فوق به رنگ‌های سبز مایل به خاکستری، بنفش، دودی تا آبی یا بعضی مواقع مایل به زرد دیده می‌شوند که همیشه نیمه شفاف هستند. ریشه‌های کلفت و ترد این گیاه به سادگی به هنگام بیرون آوردن پیاز می‌شکنند و برگ‌های آن دارای حاشیه و رگ‌برگ‌های سفید نقره‌ای بسیار جالب هستند. از ناحیهٔ دماوند بطرف غرب تا آذربایجان در استپ‌های خشک دشت‌ها یا در روی تپه‌های خشک و دامنهٔ کوه‌ها از ارتفاع ۶۰۰ تا ۳۴۵۰ متری دیده می‌شود. فصل گلدهی اسفند تا اردیبهشت است.